# Robertot
Robertot település Franciaországban, Seine-Maritime megyében. Lakosainak száma 217 fő (2022. január 1.). Robertot Carville-Pot-de-Fer, Héricourt-en-Caux, Oherville és Sommesnil községekkel határos.

## Népesség
A település népessége az elmúlt években az alábbi módon változott:
| Lakosok száma | 199  | 205  | 215  | 215  | 218  | 222  | 223  | 221  | 217  |
|               | 2013 | 2015 | 2016 | 2017 | 2018 | 2019 | 2020 | 2021 | 2022 |